# Grigorowicz M-9
Grigorowicz M-9 (Szczetinin M-9) – rosyjska rozpoznawcza łódź latająca z okresu I wojny światowej, następca pierwszego udanego wodnosamolotu konstrukcji pioniera budowy wodnosamolotów w Rosji Dymitra Pawłowicza Grigorowicza – M-5. Najliczniej produkowany i powszechnie używany do rozpoznania, łączności i bombardowania we Flocie Bałtyckiej i Flocie Czarnomorskiej samolot lotnictwa morskiego carskiej Rosji. Po Wielkiej Wojnie używany był podczas wojny domowej przez białogwardzistów oraz lotnictwo Armii Czerwonej, a z eksploatacji został wycofany w połowie lat 20. XX wieku. W 1916 roku polski pilot i polarnik w służbie rosyjskiej, por. Jan Nagórski podczas lotu tym wodnosamolotem wykonał – jako pierwszy na świecie na samolocie tego rodzaju – figurę akrobacji lotniczej zwaną pętlą.

## Projekt i rozwój
Wodnosamolot Grigorowicz M-9 (zwany też Szczetinin M-9) zaprojektowany został przez Dymitra Pawłowicza Grigorowicza, kierownika zakładów S.S. Szczetinina i M.A. Szczerbakowa w Piotrogrodzie, który był już twórcą kilku lekkich łodzi latających (M-1 – M-5). Prace nad następcą M-5 rozpoczęły się w II połowie 1915 roku, na życzenie dowództwa marynarki wojennej, które potrzebowało większej maszyny, służącej do dalekiego rozpoznania i bombardowania. Prototyp M-9 (wyposażony w silnik Salmson 9 o mocy 103 kW) oblatano w grudniu 1915 roku, przeprowadzając w Baku próby w locie od 25 grudnia 1915 roku do 9 lutego 1916 roku. Udany przebieg tych testów (m.in. samolot mógł startować i lądować na fali o wysokości nawet 0,5 metra i miał znakomite właściwości lotne) zaowocował zamówieniem pierwszej serii tych maszyn – 30 egzemplarzy. Łączna produkcja trwająca od kwietnia 1916 roku do połowy 1917 roku wyniosła nie mniej niż 212 maszyn, z których nieco ponad 100 trafiło do Floty Czarnomorskiej, zaś co najmniej 86 sztuk do Floty Bałtyckiej. Następcą tego modelu w rosyjskim lotnictwie morskim była kolejna maszyna konstrukcji Grigorowicza – M-15.

## Opis techniczny

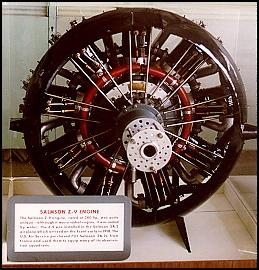
Chłodzony cieczą silnik gwiazdowy Salmson 9

M-9 był łodzią latającą w układzie dwupłatu i konstrukcji całkowicie drewnianej. Konstrukcja kadłuba kratownicowa, wykonana z drewna jesionowego, o sklejkowym pokryciu różnej grubości – góra i boki 3 mm, burty poniżej linii wodnej 6 mm, zaś dno – 10 mm. Kadłub miał jeden stopień redanu i wspornik usterzenia na wznoszącym się końcu, a jego powierzchnia dna była znacznie szersza niż obrys kadłuba, co zapewniało większą stateczność samolotu na wodzie. Długość samolotu wynosiła 9 metrów, a jego wysokość 3,75 metra. Komora płatów trójprzęsłowa, podparta trzema parami zastrzałów o przekroju kroplowym (płat górny wysunięty do przodu, przed dolny). Skrzydła dwudźwigarowe, z drewna sosnowego. Płat górny trzyczęściowy, z baldachimem, bez wzniosu, o skosie krawędzi natarcia 2°, o cienkim profilu, kryty płótnem. Lotki drewniane, pokryte płótnem, bez kompensacji, wystające poza obrys górnego skrzydła. Płat dolny dwuczęściowy z niewielkim wzniosem, o mniejszej rozpiętości i cięciwie niż górny i identycznym skosie. Konstrukcja skrzydeł wzmocniona drutem stalowym. Rozpiętość skrzydeł wynosiła 16 metrów, a powierzchnia nośna 54,8 m². Usterzenie drewniane, kryte płótnem, z dużym trójkątnym statecznikiem pionowym. Pomocnicze małe pływaki o konstrukcji drewnianej krytej sklejką i prostokątnym przekroju usytuowano na końcach dolnego płata. Masa własna wynosiła 1060 kg, zaś masa całkowita (startowa) 1540 kg.
Napęd stanowił chłodzony cieczą 9-cylindrowy silnik rotacyjny w układzie gwiazdy Salmson 9Dc o mocy 110 kW (150 KM), zawieszony pod górnym płatem i podparty do kadłuba. Rozrusznik ręczny, za pomocą korby umocowanej na stałe z przodu obudowy silnika. Po obu stronach napędu znajdowały się dwie chłodnice skrzynkowe, zaś zbiornik paliwa o pojemności 225 dm³ znajdował się za kabiną pilota. Pojemność zbiornika oleju wynosiła 33 dm³. Śmigło drewniane, dwułopatowe, pchające. Prędkość maksymalna wynosiła 110 km/h. Maszyna osiągała wysokość 1000 metrów w czasie 12 minut, zaś na osiągnięcie 4000 metrów samolot potrzebował 38 minut. Pułap wynosił 3000 metrów, a długotrwałość lotu 3,5 godziny.
Kabina dwuosobowa, otwarta, bez wiatrochronu, z miejscami obok siebie. Przed kabiną znajdowało się otwarte stanowisko strzelca pokładowego, ze wspornikiem na ruchomy karabin maszynowy (stosowano różne typy broni, m.in. Vickers kal. 7,7 mm, Maxim kal. 7,62 mm, Hotchkiss kal. 7,65 mm; niektóre egzemplarze miały nawet działka Oerlikon kal. 20 mm czy Puteaux kal. 37 mm).

## Służba
Łodzie latające Grigorowicz M-9 były używane do lotów rozpoznawczych, bombowych, a nawet myśliwskich przez lotnictwo morskie Floty Bałtyckiej i Floty Czarnomorskiej w latach 1916–1917. Podczas wojny domowej wodnosamoloty M-9 używane były także przez białogwardzistów oraz lotnictwo Armii Czerwonej. Po ustaniu działań wojennych wznowiono produkcję tego udanego samolotu, budując nieznaną bliżej liczbę egzemplarzy. W 1920 roku w lotnictwie morskim Rosji Radzieckiej było około 20 maszyn tego typu. Służyły one do połowy lat 20. XX wieku. 9 sztuk tych maszyn zostało zdobytych przez Finów po upadku Caratu i używanych w lotnictwie do 1922 roku.

### I wojna światowa – Flota Czarnomorska

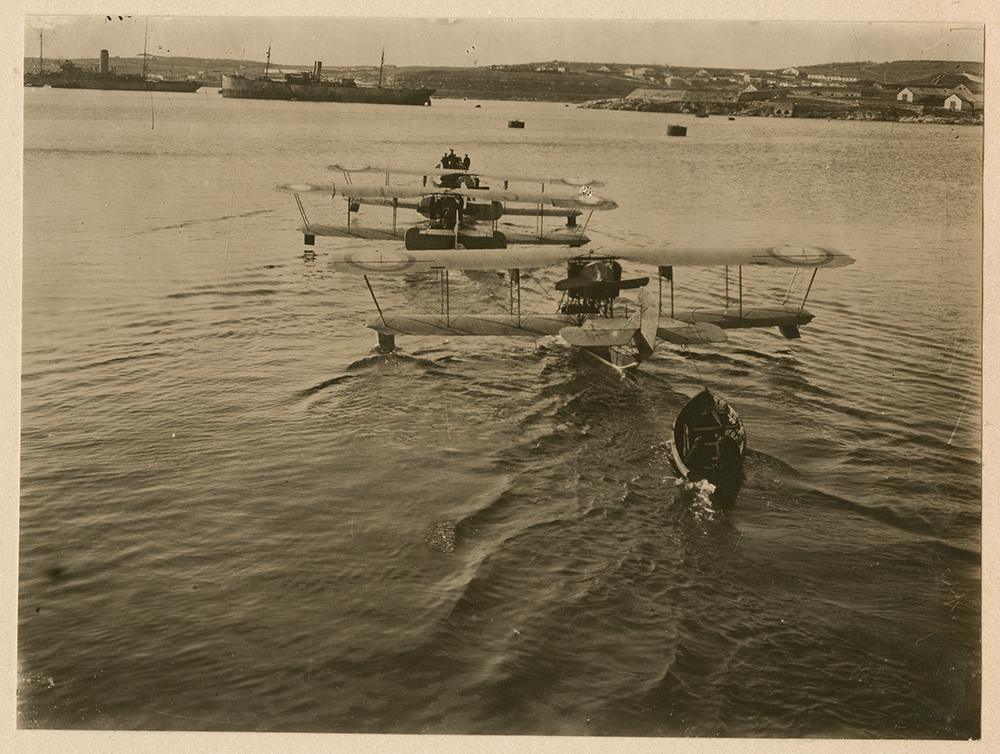
Łodzie latające M-9 w Sewastopolu w 1918 roku

W 1916 roku łodzie latające M-9 trafiły na wyposażenie okrętów lotniczych „Impierator Nikołaj I” („Император Николай I”, 5642 BRT) i „Impierator Aleksandr I” („Император Aлександр I”, 5133 BRT), bazujących w Sewastopolu i Odessie, zastępując wodnosamoloty M-5 lub służąc razem z nimi (okręty te mogły zabierać po 7-8 wodnosamolotów). Debiut bojowy nastąpił 25 sierpnia 1916 roku podczas wypadu floty na bułgarski port Warna, w którym uczestniczyły m.in. trzy rosyjskie okręty lotnicze (prócz „Impieratorów” także awizo „Ałmaz” („Алмаз”)), kiedy to doszło do bitwy powietrzno-morskiej. Atak wykonały cztery wodnosamoloty (z 20 zaokrętowanych – 12 M-5 i 8 M-9) i w jego wyniku według Rosjan zestrzelono trzy samoloty wroga przy stracie jednego własnego. Kolejnymi akcjami, w których brały udział M-9, były: rozpoznanie rejonu Konstancy oraz okolic Bosforu (marzec–kwiecień 1917 roku) oraz bombardowanie Synopy przeprowadzone w dniach 24–27 maja 1917 roku przez „Awiatora” (eks „Impierator Nikołaj I”). Prócz tego transportowce lotnicze wyposażone w maszyny Grigorowicza uczestniczyły aktywnie w blokadzie tureckich złóż węglowych w rejonie Eregli – Zonguldak, atakując z powietrza składy oraz urządzenia do wydobywania i załadunku węgla, jak też zabezpieczeniu działań floty i żeglugi przed siłami podwodnymi Państw Centralnych.
Wodnosamoloty M-9 trafiły również na wyposażenie statków pasażersko-transportowych wynajętych od Rumunii (od 16 listopada 1916 roku), klasyfikowanych jako transportowce lotnicze lub krążowniki pomocnicze. Były to: „Rumynia” („Румыния”, 3152 BRT) – 7 sztuk, „Dakija” („Дакия”, 3147 BRT) – 3 sztuki, „Impierator Trajan” („Император Tраян”, 3147 BRT) – 3 sztuki, „Korol Karl I” („Король Kapл I”, 2653 BRT) – 4 sztuki oraz „Principessa Maria” („Принципесса Mapия”, 1605 BRT) – 1 sztuka. Planowano też przebudowę na okręty lotnicze innych statków, jednak wydarzenia polityczne (rewolucje rosyjskie) zniweczyły te zamiary. Ostatnią akcją M-9 na Morzu Czarnym był wypad „Rumynii” z brygadą pancerników na przechwycenie tureckiego krążownika „Midilli” w listopadzie 1917 roku.
Lotnictwo morskie Floty Czarnomorskiej przestało istnieć w 1918 roku, zarówno w wyniku rewolucji, jak i obcej interwencji zbrojnej.

### I wojna światowa – Flota Bałtycka
W maju 1916 roku wodnosamoloty M-9 weszły na wyposażenie jedynego na Bałtyku rosyjskiego transportowca lotniczego – „Orlicy” („Орлица”, 2763 BRT). Na jego pokładzie znalazło się miejsce dla czterech maszyn tego typu. W dniach 2–3 lipca 1916 roku grupa powietrzna „Orlicy”, wchodząca w skład grupy taktycznej sił Zatoki Ryskiej (m.in. pancernik „Sława"), stoczyła walkę z niemieckimi wodnosamolotami z transportowca lotniczego SMS „Glyndwr”, niszcząc trzy wrogie maszyny przy stracie jednej własnej. Wodnosamoloty M-9 prócz zapewnienia ochrony lotniczej zespołowi floty (m.in. utrudniły atak samolotów niemieckich na kanonierkę „Groziaszczij”, w wyniku którego w okręt nie trafiła żadna z 14 zrzuconych bomb) prowadziły też loty korygujące ogień artyleryjski rosyjskiego pancernika, który starał się zniszczyć niemieckie baterie artylerii polowej. 15 i 16 lipca 1916 roku bazujące na „Orlicy” wodnosamoloty M-9 osłaniały bombardowanie niemieckich pozycji w rejonie Dźwinoujścia, zaś we wrześniu 1916 roku uczestniczyły w poszukiwaniach niemieckich okrętów podwodnych, na które naprowadzono siły lekkie.
W końcu 1917 roku, wraz z utratą Helsingforsu, przestało istnieć lotnictwo morskie Floty Bałtyckiej.

### Okres wojny domowej
W okresie wojny domowej w Rosji łodzie latające M-9 stanowiły podstawowe wyposażenie lotnictwa morskiego Armii Czerwonej, które działało w oparciu o niesamobieżne barki rzeczne na Wołdze, Północnej Dźwinie i Kamie. Lotnictwo wykonywało zadania bojowe na korzyść oddziałów lądowych – rozpoznanie, bombardowanie i korygowanie ognia artyleryjskiego. Samoloty Grigorowicza operowały z następujących barek: „Kommuna” („Koммyнa”) – 6 sztuk M-9, „Smiert” („Cмерть”) – 10 sztuk, „Kniaginia Jewpraksija” („Kнягиня Евпраксия”) – 4 M-5 i 2 M-9, „Swoboda” („Cвобода”) – 6 sztuk i „Posejdon” („Посейдон”) – 5 sztuk. Również białogwardziści gen. Kołczaka używali M-9, korzystając z mieszczącej cztery sztuki tych maszyn barki „Danilicha” („Данилихa”).
W związku z zakończeniem wojny domowej w 1920 roku wszystkie barki lotnicze pozbawiono samolotów i przekazano władzom cywilnym.

### Polacy na M-9
W dniu 17 września 1916 roku polski pilot i polarnik w służbie rosyjskiej, por. Jan Nagórski podczas lotu tym wodnosamolotem wykonał – jako pierwszy na świecie na samolocie tego rodzaju – figurę akrobacji lotniczej zwaną pętlą. Następnego dnia powtórzył swój wyczyn jeszcze dwukrotnie, i to z pasażerem. Fakt ten mimo trwającej wojny został oficjalnie zarejestrowany w Aeroklubie Rosji i przesłany do FAI.
Od września 1916 roku do lutego 1917 roku w Szkole Lotnictwa Morskiego w Piotrogrodzie (jesienią 1916 roku przeniesionej do Baku) szkolił się miczman Eugeniusz Pławski (później m.in. dowódca ORP „Piorun”). Wykonywał on loty na łodziach M-5 i M-9, badając na tej ostatniej przydatność użycia działka kal. 37 mm na wodnosamolotach. Dowódcą szkoły był również Polak – podpułkownik Grudziński, instruktorem był podchorąży Jerzy Weber. W szkole kształcił się również miczman Wacław Iwaszkiewicz i Jerzy Kłossowski, późniejszy dowódca ORP „Bałtyk".